# Avalanche em Buachaille Etive Mòr em 2009

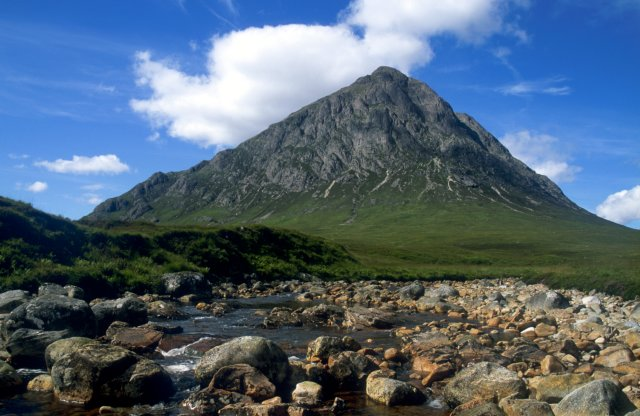
O incidente ocorreu na face chamada de "Coire na Tulaich" do monte Buachaille Etive Mòr

A avalanche em Buachaille Etive Mòr ocorreu no monte Buachaille Etive Mòr, em Glen Coe, nas Terras Altas Escocesas, Reino Unido, em 24 de janeiro de 2009. Três montanhistas foram mortos e um ficou gravemente ferido em seu ombro. Dois dos mortos eram da Irlanda do Norte, e o outro era da Escócia. Um total de nove pessoas de pelo menos três países ficaram envolvidos no incidente numa montanha que é bem conhecida por turistas que chegam à Escócia. Apesar de avalanches serem um fenômeno natural comum nesta região, há poucos registros de mortes.
A avalanche ocorreu na região da montanha conhecida como "Coire na Tulaich". Esta face da montanha proporciona uma escalada fácil (porém íngreme) da montanha durante verão, e é também a principal rota de escalada para montanhistas. Este corredor de escaladas tem uma longa história de avalanches. Antes deste incidente, a última avalanche que provocou mortes ocorreu em fevereiro de 1995.
Buachaille Etive Mòr (que significa "o grande pastor de Etive") é um destino popular para montanhistas e aventureiros. As duas montanhas "Munro" estão localizadas na crista do Buachaille Etive Mòr. Stob Dearg é o pico mais alto e está fechado à rodovia A82. O Buachaille Etive Mòr está destacado em muitos cartões postais da cidade de Glen Coe.

## Procura e esforços de resgate
Após a avalanche, que ocorreu perto do meio-dia (UTC) de 24 de janeiro, uma grande operação de procura e resgate foi realizada em condições meteorológicas desfavoráveis, devido à intensa nevasca. Helicópteros de resgate estavam envolvidos juntamente com membros da Equipe de Resgate em Montanhas de Glen Coe, que tiveram a ajuda de cães farejadores. O primeiro a chegar no local do acontecimento foi o helicóptero de resgate das Forças de Procura e Resgate da Força Aérea Real, chamado de Resgate 137, que tinha sido desviado de um exercício na área. Um segundo helicóptero, o Resgate 177, saiu apressadamente da estação da Marinha Real, no Aeroporto de Glasgow Prestwick, perto de Prestwick. Após alguns minutos de procura, três montanhistas foram encontrados, cerca de 3 horas após a avalanche, e foram levados para fora da montanha e colocados numa ambulância, e seguiram para o Belford Hospital, em Fort William, e foram declarados mortos às 17:00 (UTC). Uma quarta pessoa, ferida gravemente no ombro, foi levada de helicóptero para o hospital. Outras cinco pessoas que estavam na montanha saíram ilesas da avalanche. As pessoas que não foram feridas na avalanche tiveram que permanecer na montanha até que o tempo melhorasse, devido às condições meteorológicas perigosas para os helicópteros.

## Causa

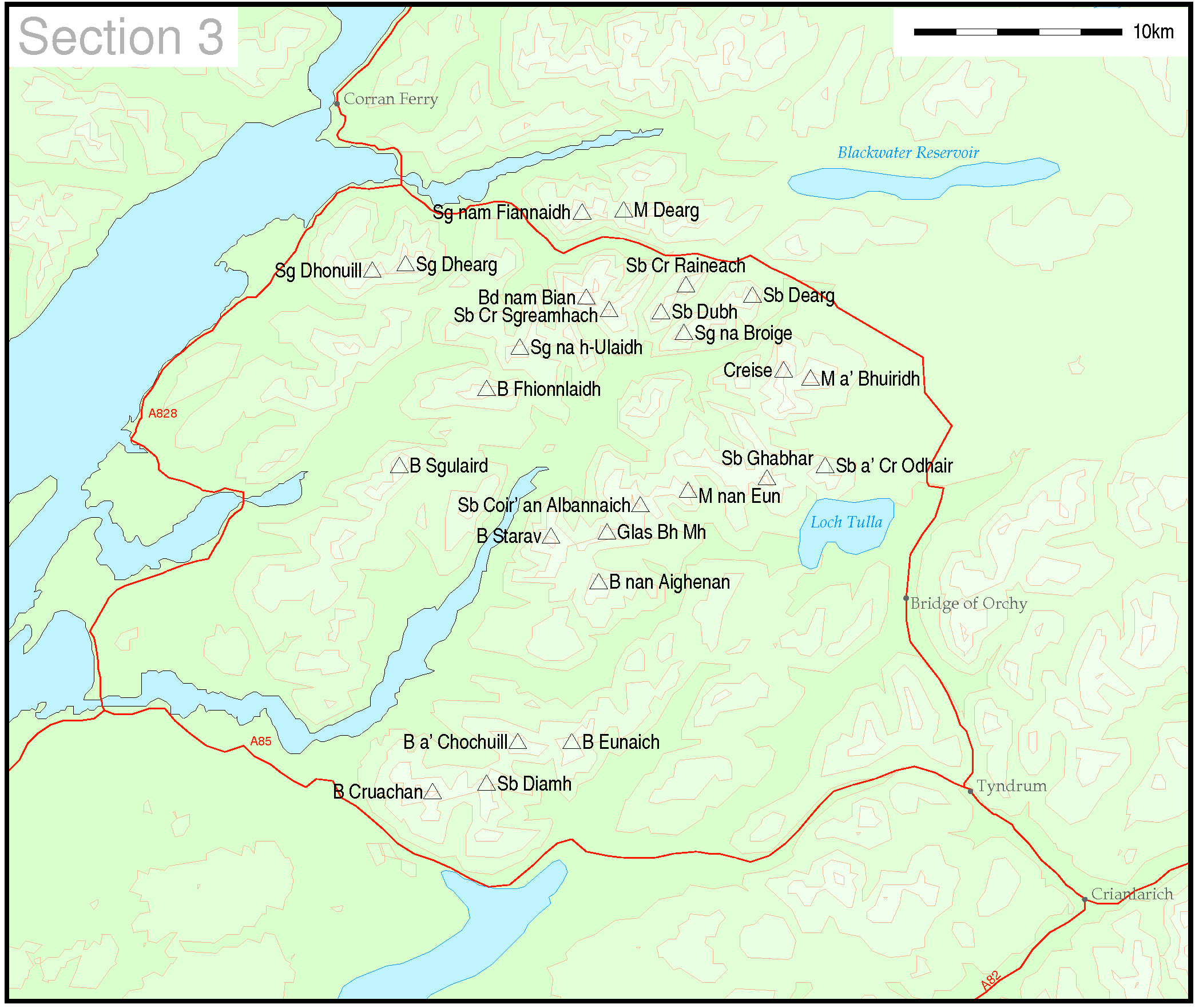
Mapa de Glen Coe e seus arredores. Os dois principais cumes do Buchaiville Etive Mòr estão marcadas como "Sb Deard" e "Sb na Broige"

John Grieve, o líder da Equipe de Resgate em Montanhas de Gloe Coe, disse que a avalanche foi iniciada por um montanhista que tinha deslocado uma grande quantidade de neve, jogando para baixo em direção aos outros oito montanhistas, que deslizaram 150 metros montanha abaixo. O montanhista que iniciou a avalanche evitou ser levado fincando a picareta de neve antes de se acalmar e alertar os serviços de emergência. Os montanhistas sobreviventes tinham começado a desenterrar os corpos de seus amigos da neve com suas picaretas durante o momento da chegada do resgate. Jim Coyne, com 50 anos de idade, da localidade de Lindsayfield, East Kilbride, disse que ele e David Barr, com 53 anos, e da cidade de Paisley, estavam na montanha quando uma razoável quantidade de neve deslocou-se do pico. Barr teve sérios ferimentos no ombro. Coyne contou como eles estavam perto do cume quando a avalanche ocorreu, descrevendo-o como "massivo" e dizendo que estavam 
... engolfados, e consegui escapar do caminho da avalanche. Quando tentei me acalmar, vi um braço esticado saindo da neve. Era Davie. Cavei por 10 minutos usando apenas minhas mãos para desenterrá-lo da neve.
 Tom Richardson, de 54 anos, um montanhista experiente de Sheffield, Inglaterra, também escapou por pouco e alertou subsequentemente os serviços de emergência.